# Castel Gandolfo (stad)
Castel Gandolfo is een kleine stad en gemeente (circa 8200 inwoners) in Italië, in de regio Latium, 30 kilometer ten zuidoosten van Rome, op de Albaanse Heuvels. De stad dankt zijn bekendheid vooral aan het feit dat hier de pauselijke zomerresidentie is. Nadat het gebruik van de residentie onder paus Franciscus was stil komen te liggen, heeft Paus Leo XIV het gebruik als vakantie/rustverblijf in de zomer van 2025 weer hersteld.
Uit archeologisch onderzoek is het vermoeden gerezen dat Castel Gandolfo gelegen is op de plek waar vroeger Alba Longa lag, een stad in het oude Latium die rivaliseerde met Rome. In de Barbarini-tuinen van Castel Gandolfo zijn nog steeds de resten van een villa van de Romeinse keizer Domitianus te zien.

## Stedenbanden
- Curepipe (Mauritius)[2]

## Afbeeldingen

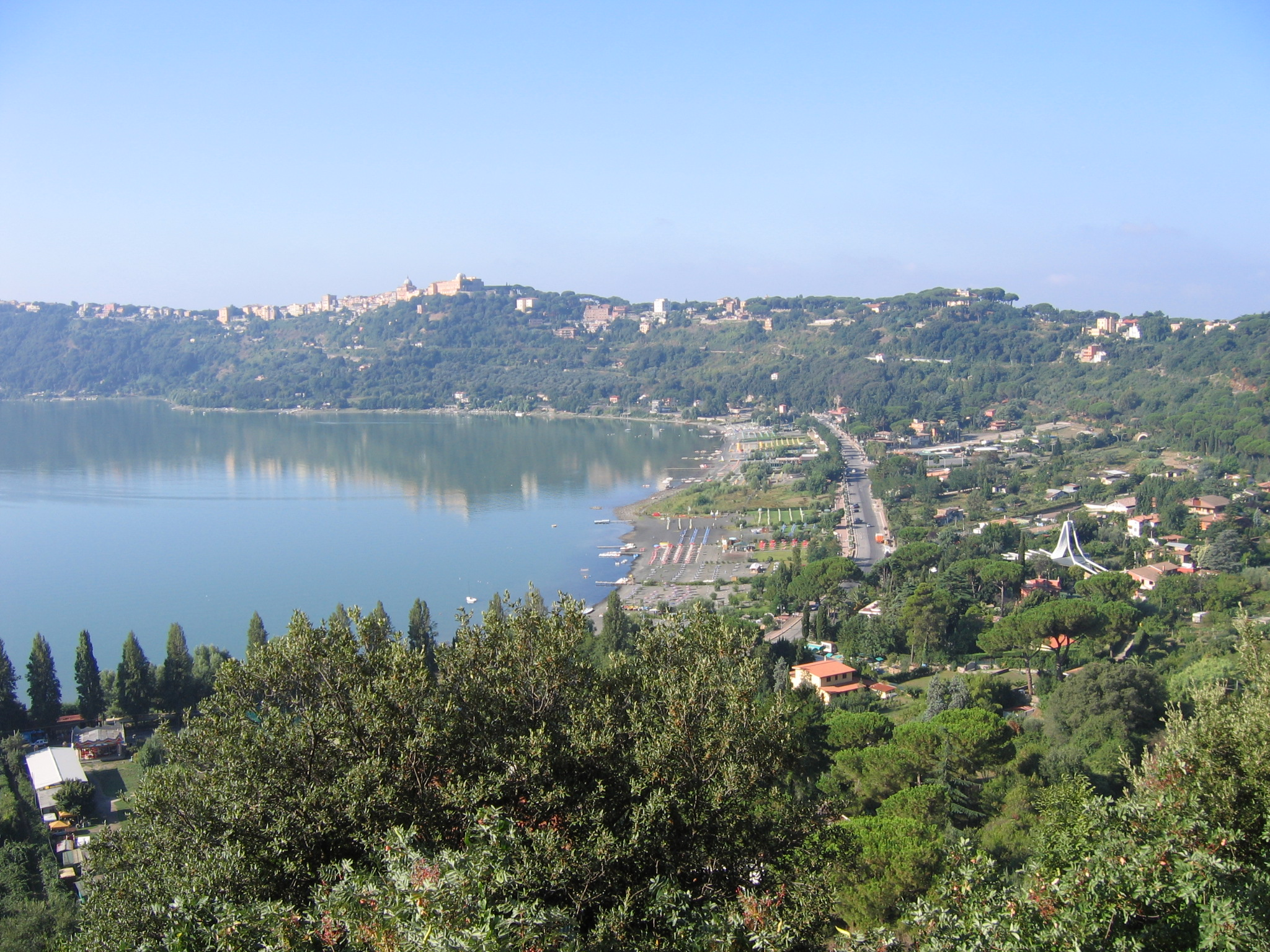
Castel Gandolfo en het Albanomeer
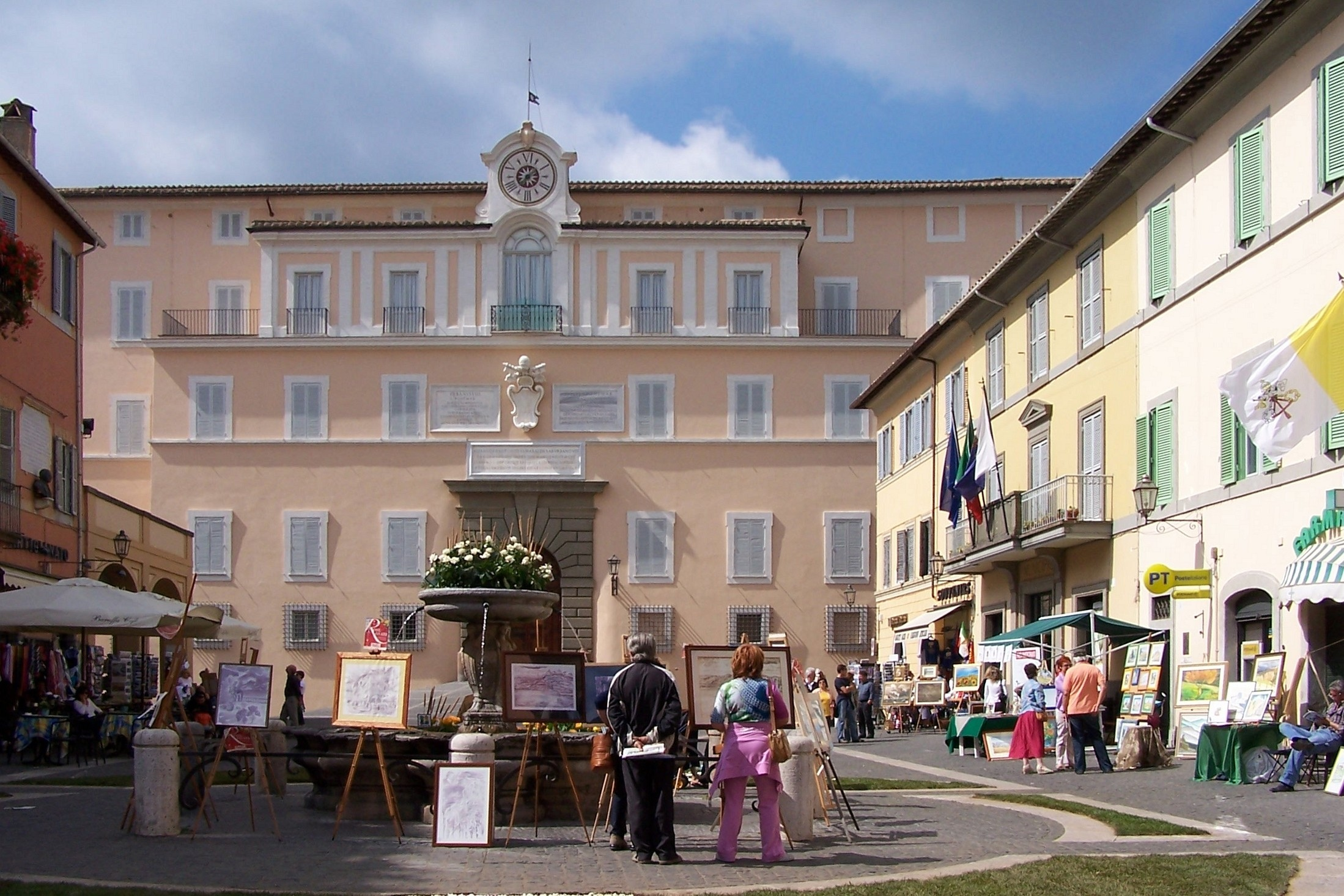
De zomerresidentie van de Paus
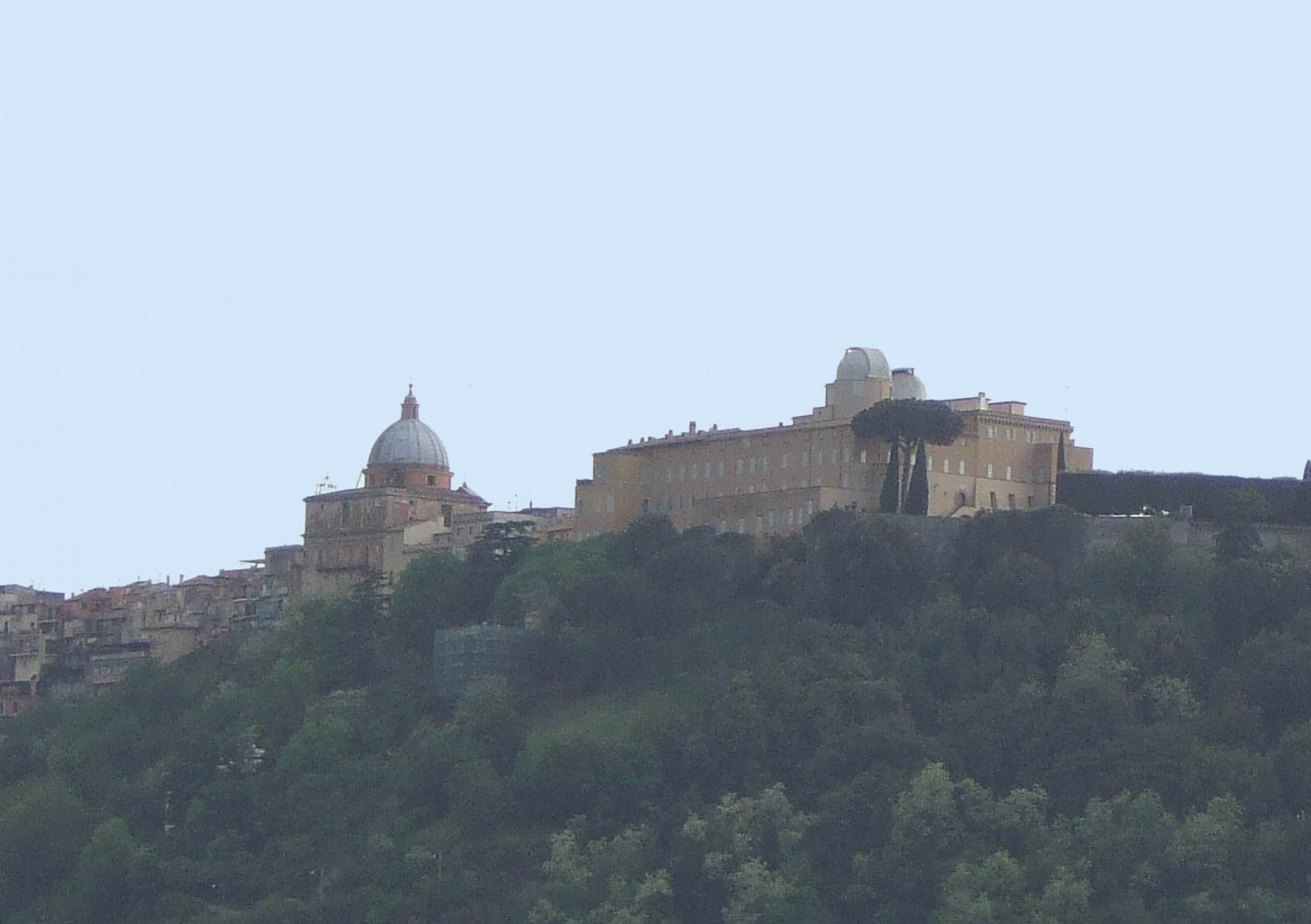
Parochiekerk San Tommaso da Villanova (links) en de pauselijke zomerresidentie (rechts)

Affile · Agosta · Albano Laziale · Allumiere · Anguillara Sabazia · Anticoli Corrado · Anzio · Arcinazzo Romano · Ardea · Ariccia · Arsoli · Artena · Bellegra · Bracciano · Camerata Nuova · Campagnano di Roma · Canale Monterano · Canterano · Capena · Capranica Prenestina · Carpineto Romano · Casape · Castel Gandolfo · Castel Madama · Castel San Pietro Romano · Castelnuovo di Porto · Cave · Cerreto Laziale · Cervara di Roma · Cerveteri · Ciampino · Ciciliano · Cineto Romano · Civitavecchia · Civitella San Paolo · Colleferro · Colonna · Fiano Romano · Filacciano · Fiumicino · Fonte Nuova · Formello · Frascati · Gallicano nel Lazio · Gavignano · Genazzano · Genzano di Roma · Gerano · Gorga · Grottaferrata · Guidonia Montecelio · Jenne · Labico · Ladispoli · Lanuvio · Lariano · Licenza · Magliano Romano · Mandela · Manziana · Marano Equo · Marcellina · Marino · Mazzano Romano · Mentana · Monte Compatri · Monte Porzio Catone · Monteflavio · Montelanico · Montelibretti · Monterotondo · Montorio Romano · Moricone · Morlupo · Nazzano · Nemi · Nerola · Nettuno · Olevano Romano · Palestrina · Palombara Sabina · Percile · Pisoniano · Poli · Pomezia · Ponzano Romano · Riano · Rignano Flaminio · Riofreddo · Rocca Canterano · Rocca Priora · Rocca Santo Stefano · Rocca di Cave · Rocca di Papa · Roccagiovine · Roiate · Rome · Roviano · Sacrofano · Sambuci · San Cesareo · San Gregorio da Sassola · San Polo dei Cavalieri · San Vito Romano · Sant'Angelo Romano · Sant'Oreste · Santa Marinella · Saracinesco · Segni · Subiaco · Tivoli · Tolfa · Torrita Tiberina · Trevignano Romano · Vallepietra · Vallinfreda · Valmontone · Velletri · Vicovaro · Vivaro Romano · Zagarolo